# Chromatomyia linnaeae
Chromatomyia linnaeae är en tvåvingeart som beskrevs av Griffiths 1974. Chromatomyia linnaeae ingår i släktet Chromatomyia och familjen minerarflugor. Arten har ej påträffats i Sverige. Inga underarter finns listade i Catalogue of Life.